# 弗拉迪米尔·魏斯 (1989年)
local Item = require('Module:CGroup/core').Item;
return {
name = '卡塔尔星级足球联赛',
description = '卡塔尔星级足球联赛',
content = {
{ type = 'text', text = 
== 球队 ==
 },
Item('Al Arabi SC', 'zh:阿拉比體育俱樂部;zh-hans:多哈阿拉伯人体育俱乐部;zh-tw:杜哈阿拉比體育俱樂部;zh-hk:多哈艾阿拉比體育會;'),
Item('Al-Arabi', 'zh:阿尔阿拉比;zh-hans:多哈阿拉伯人; zh-hk:多哈艾阿拉比; zh-tw:杜哈阿拉比;'),
Item('Al Ahli SC', 'zh:阿赫利体育俱乐部 (多哈); zh-hans:多哈阿赫利体育俱乐部; zh-cn:多哈国民体育俱乐部; zh-hk:多哈艾阿里體育會; zh-tw:杜哈阿赫利體育俱樂部;'),
Item('Al Ahli SC', 'zh:多哈阿赫利; zh-hans:多哈阿赫利; zh-cn:多哈国民; zh-hk:多哈艾阿里; zh-tw:杜哈阿赫利;'),
Item('Al-Sadd SC', 'zh:萨德;zh-hans:萨德;zh-cn:萨德;zh-hk:艾薩德;'),
Item('El Jaish SC', 'zh:多哈武装;zh-hans:多哈军队;zh-cn:多哈武装;zh-hk:艾查殊;zh-tw:艾爾賈希;'),
Item('Lekhwiya SC', 'zh:莱赫维亚;zh-hans:莱赫维亚;zh-cn:莱赫维亚;zh-hk:歷基韋亞;zh-tw:萊赫維亞;'),
Item('Al Duhail', 'zh:杜海勒;zh-hans:杜海勒;zh-cn:杜海勒;zh-hk:艾杜哈尼;zh-tw:杜海勒;'),
Item('Al-Gharafa SC', 'zh-hans:加拉法;zh-cn:加拉法;zh-hk:艾加拉法;'),
Item('Al-Rayyan SC', 'zh:赖扬;zh-hans:赖扬;zh-cn:赖扬;zh-hk:艾雷恩;'),
Item('Qatar SC', 'zh:卡塔尔体育;zh-hans:卡塔尔体育;zh-cn:卡塔尔体育;zh-tw:卡達體育會;zh-hk:卡塔爾體育會;'),
Item('Umm Salal SC', 'zh:乌姆萨拉尔;zh-hans:乌姆萨拉尔;zh-cn:乌姆萨拉尔;zh-tw:烏姆沙拉爾;zh-hk:烏姆沙拉爾;'),
Item('Al-Khor', 'zh:阿尔豪尔;zh-hans:豪尔;zh-cn:豪尔;zh-tw:阿爾科爾;zh-hk:阿爾科爾;'),
Item('Al-Khor', '艾哥爾=>zh-my:豪尔;艾哥爾=>zh-sg:豪尔;艾哥爾=>zh-cn:豪尔;艾哥爾=>zh-tw:豪爾;'),
Item('Al-Maref', 'zh:玛阿里夫;zh-hk:艾馬菲;zh-hans:玛阿里夫;'),
Item('Al-Markhiya SC', 'zh:马希亚;zh-hk:艾馬希亞;zh-hans:马希亚;'),
Item('Al-Sailiya', 'zh:塞利亚;zh-hans:塞利亚;zh-cn:塞利亚;zh-tw:賽利亞;zh-hk:艾賽利亞;'),
Item('Al-Shamal', '夏馬爾=>zh-cn:北部区体育;'),
Item('Al-Wakrah', 'zh:沃克拉;zh-hans:沃克拉;zh-cn:沃克拉;zh-tw:沃克拉;zh-hk:艾華卡拉;'),
{ type = 'text', text = 
== 赛事 ==
 },
Item('Qatar Stars League', 'zh:卡塔尔星级足球联赛;zh-hans:卡塔尔星级足球联赛;zh-hant:卡塔爾星級足球聯賽;'),
Item('Qatargas League', 'zh:卡塔尔燃气足球联赛;zh-hans:卡塔尔燃气足球联赛;zh-hant:卡塔爾燃氣足球聯賽;'),
Item('Emir of Qatar Cup', 'zh:卡塔尔埃米尔杯;zh-hans:卡塔尔国王杯;zh-hant:卡塔爾國王盃;zh-cn:卡塔尔酋长杯;'),
Item('Qatar Crown Prince Cup', 'zh:卡塔尔王储杯;zh-hans:卡塔尔王储杯;zh-hant:卡塔爾王储盃;zh-cn:卡塔尔王储杯;'),
Item('Qatari Stars Cup', 'zh:卡塔尔星杯;zh-hans:卡塔尔星杯;zh-hant:卡塔爾星盃;'),
Item('Sheikh Jassim Cup', 'zh:卡塔尔贾西姆杯;zh-hans:卡塔尔贾西姆杯;zh-hant:卡塔爾賈西姆盃;'),
},
弗拉迪米尔·魏斯（1989年11月30日—）是斯洛伐克足球运动员，司職進攻中场、右翼，现時效力斯洛伐克足球超级联赛球队施洛雲。

## 俱乐部生涯

### 曼城
魏斯早期在布拉迪斯拉发国际青年队接受训练，2006年加盟曼城青年队。2008年4月16日，他在英足总青年杯决赛第二回合中打进一球，帮助曼城青年队击败切尔西青年队获得冠军。2009年5月24日，魏斯在2008-09赛季英超联赛最后一轮1比0击败博尔顿的联赛中替补出场，第一次参加职业赛事。
魏斯第一次代表曼城成年队首发出场是在2009年8月19日在1比0击败巴塞罗那的甘伯杯中，并打满90分钟。10月28日，魏斯在英格兰联赛杯和斯坎索普联的赛事中替补出场，并助攻得分。12月2日，他在3比0击败阿森纳的联赛杯赛中攻进代表曼城一线队的第一个进球。12月17日，魏斯和曼城俱乐部续约至2012年。
外借博尔顿
2010年1月25日，博尔顿宣布租借魏斯至赛季结束，他在一天后和伯恩利的联赛中首次代表博尔顿出场。在外借至博尔顿时，魏斯大部分时间都是以替补球员的身份出战。共出场英超联赛13次，没有入球，有3次助攻。
外借格拉斯哥流浪
2010年8月19日韋斯被借用到蘇超衛冕冠軍格拉斯哥流浪一個球季。8月22日，他在3比0击败希伯尼安的比赛替补出场，首次代表流浪者亮相。10月16日，他在格拉斯哥流浪主场4比1击败马瑟韦尔的比赛中打进他的首个苏超联赛进球。魏斯在2010/11赛季联赛出场23次，打进5球，并跟随格拉斯哥流浪获得苏超联赛和苏格兰联赛杯双冠王。
外借西班牙人
2011年8月29日，魏斯被租借至西甲联赛球队西班牙人。在代表西班牙人队出场的33场比赛中，魏斯打入4球，另外贡献了5次助攻。

### 佩斯卡拉
2012年8月，在经历反复的外租之后，魏斯依然难以在曼城一线队豪华的中前场觅得一席之地，因此转投了意甲升班马佩斯卡拉。
在2012/13赛季，魏斯代表佩斯卡拉出战23场比赛，打入5球，此外还有5个助攻。但随着赛季末降级，魏斯自由转会至希腊联赛强队奥林匹亚科斯，他与球队签署了一份为期三年的合同。

### 奥林匹亚科斯
加盟奥林匹亚科斯的2013/14赛季，魏斯为球队出场25次，贡献了6个进球和7次助攻，为球队最终赢得该赛季希腊足球超级联赛冠军立下不可忽视的功劳。但在该赛季冬窗，以530万欧元的身价转会至卡塔尔俱乐部歷基韋亞。

### 歷基韋亞
2014年1月初，魏斯加盟歷基韋亞，在效力该队的两个赛季中，他代表球队登场59场，共打入23球，另有贡献13次助攻。为球队获得2013/14赛季，2014/15赛季卡塔尔星级足球联赛冠军出力甚多。

### 加拉法
2015/16赛季冬窗，魏斯转会至卡塔尔的加拉法体育俱乐部，他与球队签署了一份为期四年半的合同。然而，回顾他在加拉法的4年时光，他并未完全发挥出之前的最佳水平。

### 施洛雲
在加拉法体育俱乐部度过4年，代表球队出战60场，打入25球外加贡献8次助攻后，2020年2月，魏斯自由转会至斯洛伐克豪门球队施洛雲。有他的加盟，施洛雲队如虎添翼。尽管屡屡受到伤病困扰，他还是帮助球队在2019/20赛季、2020/21赛季均获得了斯洛伐克足球超级联赛冠军和斯洛伐克杯冠军。

## 国家队生涯
2009年8月12日，魏斯在斯洛伐克1比1战平冰岛的友谊赛中第一次代表国家队出场。2016年6月15日，魏斯在斯洛伐克队俄罗斯的2016年欧洲杯小组赛B组比赛中打入一球，帮助球队2-1击败对手，获得球队欧洲杯历史上首胜。
國際賽入球
| #  | 日期          | 場地                         | 對賽球隊   | 入球  | 賽果 | 競賽               |
| -- | ------------- | ---------------------------- | ---------- | ----- | ---- | ------------------ |
| 1. | 2010年10月8日 | 亞美尼亞葉里溫共和黨體育場]] | 亞美尼亞   | 1 – 1 | 3–1  | 2012年歐國盃外圍賽 |
| 2. | 2012年2月29日 | 土耳其布尔萨阿塔图尔克体育场 | 土耳其     | 1-0   | 2–1  | 友谊赛             |
| 3. | 2014年5月23日 | 斯洛伐克塞涅茨国家训练中心   | 蒙特內哥羅 | 1–0   | 2–0  | 友谊赛             |
| 4. | 2015年3月27日 | 斯洛伐克日利纳杜贝尼山下球场 | 盧森堡     | 2–0   | 3–0  | 2016年欧洲杯预选赛 |
| 5. | 2016年6月15日 | 法国里尔皮埃尔·莫鲁瓦球场    | 俄羅斯     | 1–0   | 2–1  | 2016年欧洲杯       |

截至2016年7月11日
|-
|}
国家队大赛经历(截至2021年11月29日)：

2010年世界杯；

2016年欧洲杯；

2020年欧洲杯

## 個人
他的父親也名為弗拉迪米尔·魏斯，曾時是斯洛伐克国家队的主教練。父子二人曾一同参加了2010年南非世界杯。他的祖父也是名為弗拉迪米尔·魏斯的足球運動員，曾代表捷克斯洛伐克参加奥运会。

### 争议
酒驾事件
科扎克辞职事件
退出国家队风波

## 榮譽
（截至2021年11月29日）
格拉斯哥流浪者
- 苏超冠軍：2010/11年
- 蘇格蘭聯賽盃冠軍：2011年

历基韦亚体育会
- 卡塔尔星级足球联赛冠军：2013/14年，2014/15年

奥林匹亚科斯足球俱乐部
- 希腊足球超级联赛冠军：2014年

施洛雲
- 斯洛伐克足球超级联赛冠军：2019/20年，2020/21年
- 斯洛伐克杯冠军：2019/20年，2020/21年

## 外部連結
- 足球数据库：Vladimír Weiss的球员统计数据
- 曼城官方 韋斯檔案 （页面存档备份，存于）
- 保頓官方 韋斯檔案